# (I've Had) The Time of My Life
"(I've Had) The Time of My Life" är en sång från 1987 med text av Franke Previte och musik av John DeNicola och Donald Markowitz. 
Den spelades in av Bill Medley och Jennifer Warnes som ledmotiv till filmen Dirty Dancing från 1987. Låten har vunnit ett antal utmärkelser, inklusive en Oscar för bästa sång, en Golden Globe Award för "Best Original Song" och en Grammy Award för bästa poplåt av en duo eller grupp. År 2004 placerade sig låten som nummer 86 på listan AFI's 100 Years...100 Songs över de bästa amerikanska filmlåtarna genom tiderna.

## Utdrag ur texten
| ” | I've had the time of my life. No I never felt this way before. Yes I swear it's the truth and I owe it all to you. | „ |